# Enrique Iglesias (álbum)
Enrique Iglesias é o álbum de estreia do cantor Enrique Iglesias, lançado a 21 de Novembro de 1995.
O cantor ganhou o seu primeiro Grammy Awards na categoria "Best Latin Pop Performance" em 1996.
O disco foi certificado Ouro em Portugal, após cinco semanas de venda, e a nível mundial vendeu mais de 5 milhões de cópias. Nos Estados Unidos foi certificado Ouro a 11 de Junho de 1996 e Platina a 18 de Novembro do mesmo ano, pela RIAA.

## Faixas
1. "No Llores Por Mí" (Enrique Iglesias, Roberto Morales) — 4:11
2. "Trapecista" (Rafael Pérez Botija) — 4:27
3. "Por Amarte" (Enrique Iglesias, Roberto Morales) — 4:00
4. "Si Tú Te Vas" (Enrique Iglesias, Roberto Morales) — 4:00
5. "Si Juras Regresar" (Rafael Pérez-Botija) — 4:24
6. "Experiencia Religiosa" (Chein García Alonso) — 5:32
7. "Falta Tanto Amor" (Enrique Iglesas, Roberto Morales) — 3:54
8. "Inalcanzable" (Enrique Iglesias, Roberto Morales) — 3:33
9. "Muñeca Cruel" (Rafael Pérez Botija) — 4:19
10. "Invéntame" (Marco Antonio Solís) — 3:51

## Créditos
- Enrique Iglesias - Vocal
- Rafael Pérez Botija - Produto, arranjos, teclados, órgão Hammond
- Scott Alexander - Baixo
- Gregg Bissonette - Bateria
- Robbie Buchanan - Órgão Hammond
- Luis Conte - Percussão
- George Doering - Guitarra
- Christian Kolm - Guitarra
- Michael Landau - Guitarra
- Roberto Morales - Guitarra
- Manuel Santisteban - Teclados
- Randy Waldman - Piano
- Francis Benítez - Vocal, coro
- Leyla Hoyle - Vocal, coro
- Carlos Murguía - Vocal, coro
- Kenny O'Brian - Vocal
- Stephanie Spruill - Vocal